# Сакураи, Норио
Норио Сакураи (яп. 桜井 のりお Сакураи Норио) — японская художница-мангака, работает с издательством Akita Shoten. Её основными работами являются манги «Отвязная троица», Rororro!, Kodomo Gakkyū и The Dangers in My Heart. По манге «Отвязная троица» было снято два сезона аниме-сериала в 2010-2011 годах, по The Dangers in My Heart — в 2023-2024 годах.

## Личная жизнь
Норио Сакураи родилась в городе Агео, префектура Сайтама.

## Список работ
- Kodomo Gakkyū (2003–2005)
- «Отвязная троица» (2006–2017), 4 тома выпущено на русском языке издательством «Палма Пресс».
- Rororro! (2016–2020)
- The Dangers in My Heart (2018–настоящее время)

## Награды
- 2003 Akatsuka Award[9]
- 2003 Новичок года (журнал Weekly Shōnen Champion)[9]
- 2020 Next Manga Award[10]